# Alexandr Popov (halterófilo)
Alexandr Popov –en ruso, Александр Попов– (Krasnoyarsk, URSS, 17 de noviembre de 1959) es un deportista ruso que compitió para la Unión Soviética en halterofilia.
Ganó una medalla de plata en el Campeonato Mundial de Halterofilia de 1983 y cuatro medallas en el Campeonato Europeo de Halterofilia entre los años 1983 y 1993. Participó en los Juegos Olímpicos de Seúl 1988, ocupando el quinto lugar en la categoría de 110 kg.

## Palmarés internacional
| Representando a la URSS |                       |                   |           |
| Campeonato Mundial      |                       |                   |           |
| Año                     | Lugar                 | Medalla           | Categoría |
| 1983                    | Moscú (URSS)          | Medalla de plata  | 100 kg    |
| Campeonato Europeo      |                       |                   |           |
| Año                     | Lugar                 | Medalla           | Categoría |
| 1983                    | Moscú (URSS)          | Medalla de plata  | 100 kg    |
| 1986                    | Karl-Marx-Stadt (RDA) | Medalla de plata  | 100 kg    |
| 1988                    | Cardiff (Reino Unido) | Medalla de plata  | 100 kg    |
| Representando a Rusia   |                       |                   |           |
| Campeonato Europeo      |                       |                   |           |
| Año                     | Lugar                 | Medalla           | Categoría |
| 1993                    | Sofía (Bulgaria)      | Medalla de bronce | 108 kg    |